# Benjamin Constant (politico)
Benjamin Constant Botelho de Magalhães (Niterói, 1836 – Rio de Janeiro, 1891) è stato un militare, insegnante e statista brasiliano.
Laureato in ingegneria nell'Accademia Militare, partecipò alla Guerra Paraguaiana (1865 - 1870) come ingegnere civile e militare. Benjamin Constant rimase in Paraguay dall'agosto del 1866 al settembre del 1867, per poi rimpatriare a causa di malattia. I suoi documenti, scritti soprattutto dalla moglie, sono o Sogro (Il Suocero), nel quale critica duramente la direzione della guerra in generale, e a Caxias, specialmente, e furono pubblicati da Renato Lemos, nel libro Cartas da guerra: Benjamin Constant na Campanha do Paraguai (Carte dalla Guerra: Benjamin Constant nella Guerra del Paraguai), e curati dallo IPHAN e dal Museo Casa di Benjamin Constant, nel 1999. 
Como professore, insegnò nelle scuole militari, ancora prima nell'Istituto Militare di Ingegneria, Politecnico, Normale e Scuola Superiore di Guerra.
Seguace del positivismo, nel suo aspetto filosofico e religioso - le cui idee si diffusero tra i giovani ufficiali dell'Esercito brasiliano -, fu uno dei principali sostenitori del levante repubblicano del 1889, fu nominato Ministro della Guerra e successivamente Ministro dell'Educazione nel governo provvisorio. Nell'ultima funzione promosse un'importante riforma formativa.